# Syllepte diacymalis
Syllepte diacymalis là một loài bướm đêm trong họ Crambidae.